# Fluorure de perchloryle
Le fluorure de perchloryle est un composé inorganique de la famille des oxyfluorures, de formule ClO3F. C'est un gaz incolore toxique très réactif, oxydant et fluorant. Il a été envisagé en astronautique comme ergol liquide oxydant stockable avec le pentafluorure de chlore ClF5 car il est moins corrosif pour les réservoirs, ce qui permet de le stocker plus longtemps. Il a néanmoins été peu utilisé car ses performances comme comburant sont sensiblement inférieures à celles du ClF5.